# Nikon D3500
Nikon D3400
Le Nikon D3500 est un appareil photographique reflex APS-C d'entrée de gamme, avec monture F, annoncé le 30 août 2018. Il est disponible à la vente avec en kit l’objectif Nikon AF-P 18-55mm f/3.5-5.6 VR. Il succède au Nikon D3400. Le Nikon D3500 a gagné le prix TIPA 2019.

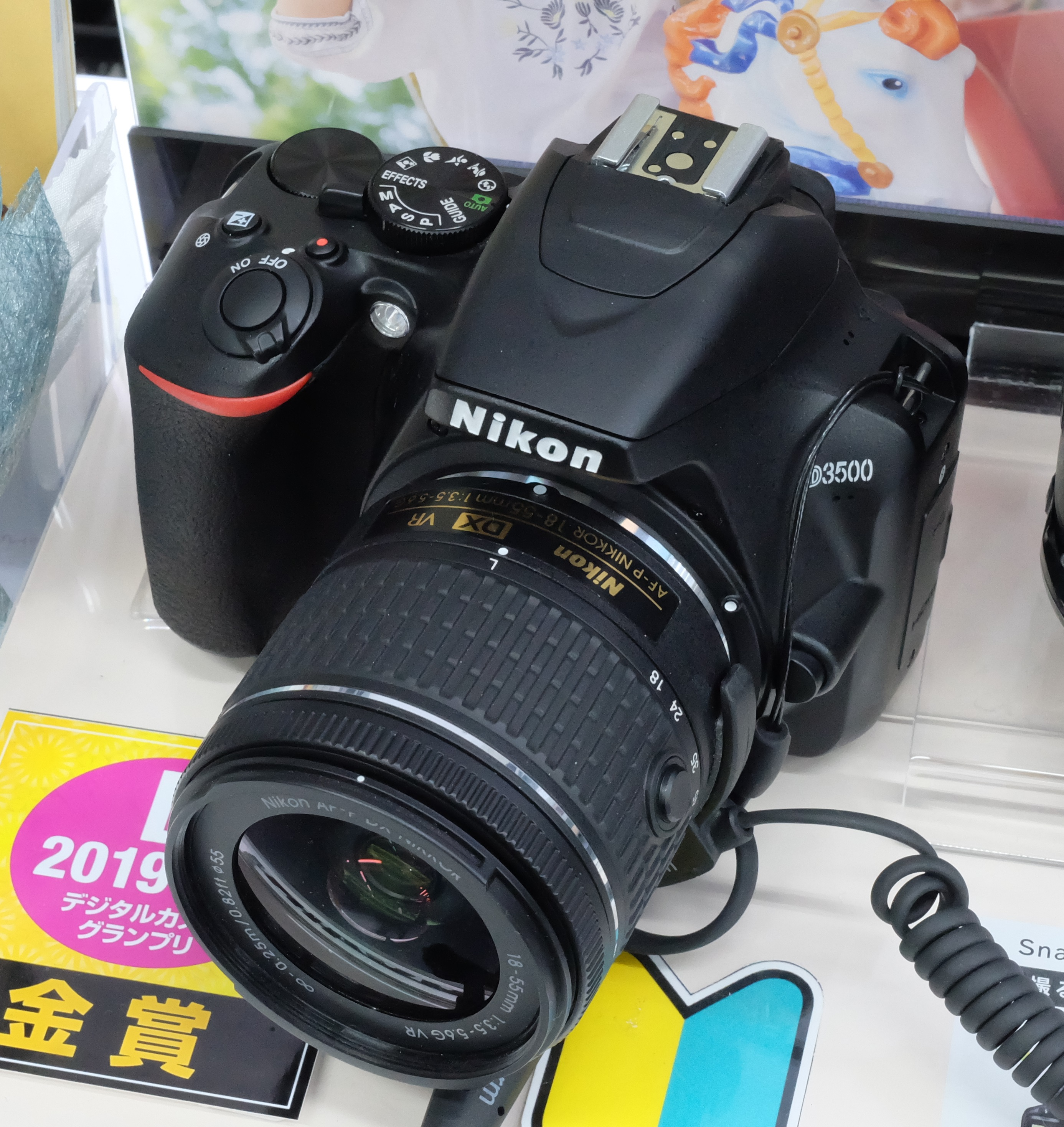
Nikon D3500